# Øystein Lønn
Øystein Lønn, född 12 april 1936 i Kristiansand, död 10 januari 2022, var en norsk författare och journalist.
Lønn spelade en betydelsefull roll inom det modernistiska uppbrottet i norsk litteratur under andra halvan av 1960-talet, men det var först under 1990-talet som han fick sitt stora genombrott bland den läsande allmänheten.
År 1993 fick han Bragepriset för novellsamlingen Thranes metode och år 1996 Nordiska rådets litteraturpris för novellsamlingen Hva skal vi gjøre i dag. Unni Straume filmatiserade novellsamlingen Thranes metode med Petronella Barker och Bjørn Sundquist vid huvudrollerna år 1998. Under 1990-talet blev Lønn en litterär kändis.

## Författarskap
Lønn debuterade år 1966 med novellsamlingen Prosesjonen, som är påverkad av fransk existensialism och skriven korthuggen stil som påminde om Ernest Hemingways författande. Han följde upp med framtidsromanen Kontinentene år 1967. Den efterföljande Arkeologene (1971) och novellsamlingen Historie (1973) är samhällskritiska och skrivna i existentiell form. Hirtshals, Hirtshals (1975) räknas som ett central verk i norsk 1970-talslitteratur.
Berättelsen Lu från 1977 markerar en skillnad i Lønns författarskap. Den handlar om en man som inte har begått ett brott, men tror att han har sett ett. Därför måste han flytta. Efter detta blir flyktdramat framträdande i många av Lønns romaner. Kriminalgenren började han använda sig av redan när han skrev Hirtshals, Hirtshals och den fortsatte han med genom hela 1980-talet. Han förklarar enkelt varför han började med kriminalromaner: "Skall man skriva om vår egen tid, kommer det nödvändigtvis närma sig kriminallitteratur".
Sin ungdomstid tillbringade han stora delar av i Spanien. Hans förklaring till varför var "det var billigere att leva där", och han hade därför råd att vara författare. I Veien til Cordoba (1981) är handlingen förlagd till Spanien. Huvudpersonen Blakey reser dit för att besöka en sjuk väninna. Under resan konfronteras han flera gånger med sin radikala ungdom, och han börjar fundera på varför han har blivit sådan. Detta tema finns med under de nästa 20 åren av Lønns författarskap.
Från 1984 till 1991 gav Lønn ut tre romaner som en slags trilogi: Bjanders Reise, Tom Rebers siste retrett och Thomas Ribes femte sak. Dessa tre böcker är alla inspirerade av Sørlandet och det är problemen bakom den fina fasaden som Lønn skriver om.
År 1999 kom romanen Maren Gripes nødvendige ritualer som blev hyllad som ett mästerverk. Detta berodde mycket på att det faktum att Lønn inte hade kommit med en roman på åtta år. Han hade kommit med två prisbelönade novellsamlingar i början av 1990-talet, men det var tydligt att litteraturkritikerna väntade på en roman.
Under 2000-talet påbörjade Lønn en ny stor romantrilogi bestående av Ifølge Sofia (2001), Simens Stormer (2003) och Etter Sofia (2010). Här introduceras några nya personer som följs åt genom flera romaner. Varje roman har en ny huvudperson, men personerna från tidigare romaner är också med.

## Priser och utmärkelser
- 1988 – Gyldendals legat
- 1992 – Doblougska priset
- 1993 – Kritikerpriset för Thranes metode og andre noveller
- 1993 – Bragepriset för Thranes metode og andre noveller
- 1996 – Nordiska rådets litteraturpris för Hva skal vi gjøre i dag? og andre noveller

### Romaner
- 1967 – Kontinentene
- 1971 – Arkeologene
- 1975 – Hirtshals, Hirtshals
- 1977 – Lu
- 1981 – Veien til Cordoba
- 1984 – Bjanders reise
- 1988 – Tom Rebers siste retrett
- 1991 – Thomas Ribes femte sak
- 1999 – Maren Gripes nødvendige ritualer
- 2001 – Ifølge Sofia
- 2003 – Simens stormer
- 2010 – Etter Sofia
- 2016 – Fluktens nødvendige blindveier
- 2018 – Berners datter

### Novellsamlingar
- 1966 – Prosesjonen
- 1973 – Historie
- 1993 – Thranes metode og andre noveller
- 1995 – Hva skal vi gjøre i dag? og andre noveller
- 2006 – Plutselig landligge

### Pjäser
- 1998 – Hva skal vi gjøre i dag? – en akt for fire personer (tillsammans med Gerhard Knoop)
- 2005 – Quisling. Undersøkelsen (tillsammans med Finn Skårderud)